# Tove Almqvist

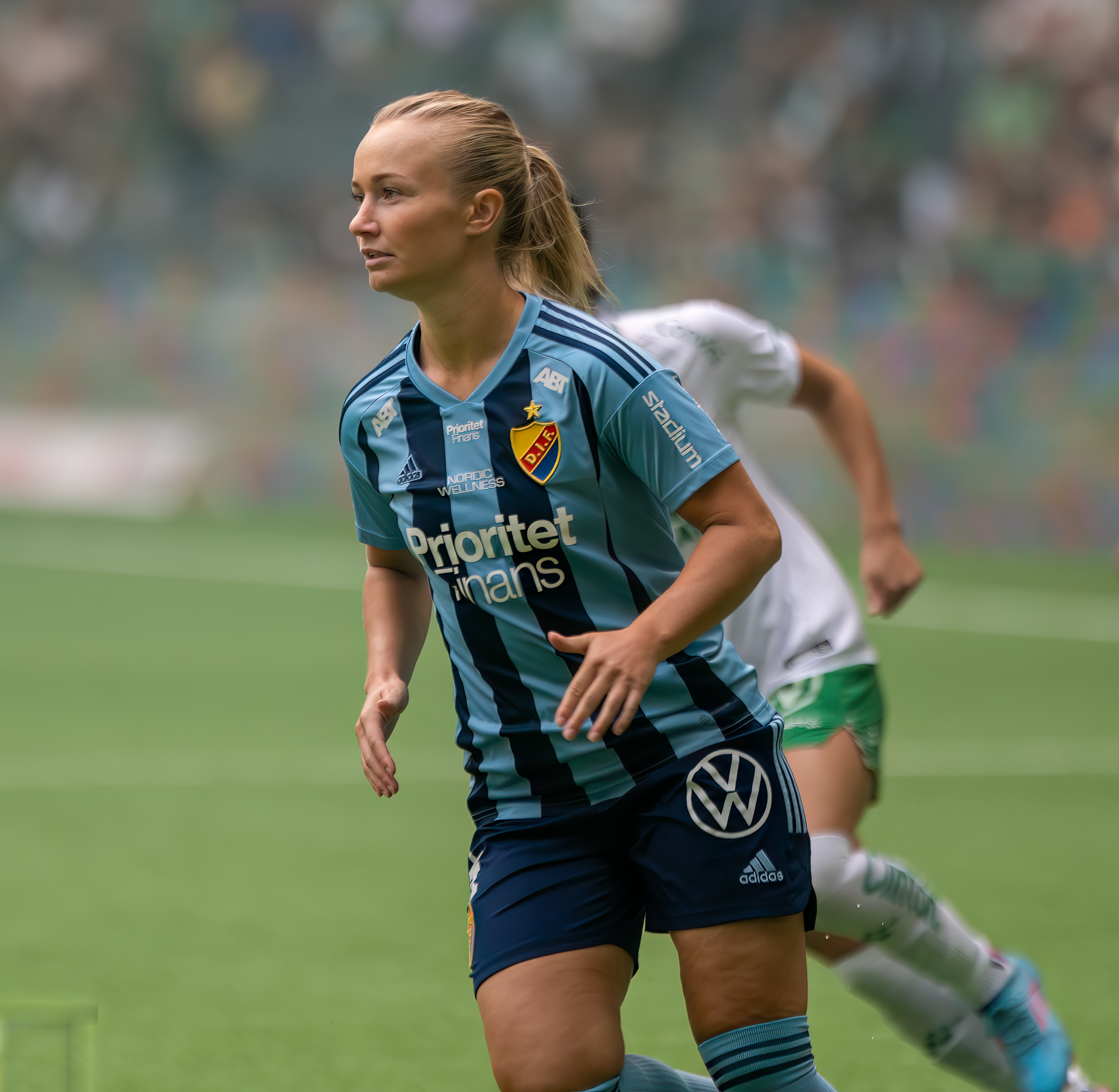
Tove Almqvist

Tove Ingrid Toini Almqvist, född 5 januari 1996 i Nyköping, är en svensk fotbollsspelare (mittfältare) som spelar för Djurgårdens IF.

## Klubbkarriär
Tove Almqvists moderklubb är IFK Nyköping.
Almqvist spelade totalt 70 matcher för Linköping i Damallsvenskan.
Den 9 januari 2019 värvades Almqvist av Vittsjö GIK. Hon missade hela Damallsvenskan 2020 på grund av en korsbandsskada.
Den 24 november 2021 värvades Almqvist av Djurgårdens IF, där hon skrev på ett tvåårskontrakt. I maj 2023 förlängde Almqvist sitt kontrakt i Djurgårdens IF med 3,5 år.

## Landslagskarriär
Almqvist var en del av den trupp som representerade Sverige i U19-EM i Israel i juli år 2015. Hon gjorde mål i semifinalen mot Tyskland och var därmed en bidragande orsak till att Sverige avancerade till finalen i turneringen. Hon spelade totalt 32 landskamper för U19-landslaget.

## Privatliv
Tove Almqvist är syster till fotbollsspelaren Pontus Almqvist.

## Meriter
- Svensk mästare 2016
- Svensk mästare 2017